# Convención de Chuenpee
La Convención de Chuenpi (también "Chuenpee", pinyin, Chuān bí) fue un acuerdo tentativo entre el plenipotenciario británico Charles Elliot y el comisionado imperial chino Qishan durante la primera guerra del Opio entre el Reino Unido  y la dinastía Qing de China. Los términos se publicaron el 20 de enero de 1841, pero ambos gobiernos los rechazaron y destituyeron a Elliot y Qishan, respectivamente, de sus cargos. El secretario de Relaciones Exteriores Lord Palmerston declaró que Elliot adquirió muy poco mientras que el emperador Daoguang creía que Qishan concedía demasiado. Palmerston nombró al mayor general Henry Pottinger para reemplazar a Elliot, mientras que el emperador nombró a Yang Fang para reemplazar a Qishan, junto con Yishan como general- en Jefe de Represión de la Rebelión y Longwen como asistente del comandante regional. Aunque la convención no fue ratificada, muchos de los términos se incluyeron más tarde en el Tratado de Nanking (1842).

## Antecedentes
El 20 de febrero de 1840, el secretario de Asuntos Exteriores Lord Palmerston instruyó a los plenipotenciarios conjuntos, el Capitán Charles Elliot y su primo, el almirante George Elliot para adquirir la cesión de al menos una isla para el comercio en la costa china, entre otros términos. En noviembre de 1840, durante la primera guerra del Opio, George regresó a Gran Bretaña debido a problemas de salud, dejando a Charles como único plenipotenciario. En negociaciones con el Comisionado Imperial Qishan, Elliot escribió el 29 de diciembre para "solicitar un lugar en el mar exterior, donde los británicos puedan enarbolar su bandera y administrarse a sí mismos, tal como lo hacen los occidentales en Macao". Sin embargo, el año terminó sin acuerdo. Para forzar las concesiones chinas, los británicos capturaron los fuertes en la entrada del Humen estrecho (Bogue) el 7 de enero de 1841, después de lo cual Qishan accedió a considerar las demandas de Elliot. Las negociaciones se produjeron en Bogue, cerca de Chuenpi.
El 11 de enero, Qishan ofreció "otorgar un lugar fuera del estuario para albergar temporalmente". Más tarde le escribió a Elliot el 15 de enero, ofreciéndole isla de Hong Kong o Kowloon pero no ambos. Elliot respondió al día siguiente, aceptando Hong Kong. El 15 de enero, el comerciante James Matheson le escribió a su socio comercial William Jardine que Elliot llegó a Macao la noche anterior: "Me enteré de él en forma muy confidencial que Ki Shen [Qishan] ha accedido a que los británicos tengan una posesión propia en el exterior, pero se opone a ceder Chuenpee; en lugar de lo cual, el capitán Elliot ha propuesto Hong Kong".
Un factor que puede haber llevado a establecerse en Hong Kong fue la ambigüedad percibida del idioma chino. Matheson creía que cuando Qishan escribió "como le hemos otorgado territorio, ahora no necesita otro puerto", Elliot, como resultado, renunció a las demandas de acceso británico a un puerto en el norte de China con la esperanza de que podría obligar a Qishan a una interpretación de los caracteres chinos en los que a los británicos se les había cedido Hong Kong en lugar de simplemente recibir una fábrica comercial allí.

## Términos
- Wikisource contiene obras originales de o sobre Captain Elliot’s Circular.

On 20 January, Elliot emitió una circular anunciando "la conclusión de arreglos preliminares" entre Qishan y él mismo que involucran las siguientes condiciones:

1. La cesión de la isla y el puerto de Hong Kong a la corona británica. Todos los cargos y deberes justos para el imperio [de China] sobre el comercio realizado allí se pagarán como si el comercio se realizara en Whampoa.
2. Una indemnización al gobierno británico de seis millones de dólares, un millón pagadero de una vez, y el resto en cuotas anuales iguales que terminan en 1846.
3. Relaciones oficiales directas entre los países en igualdad de condiciones.
4. El comercio del puerto de Cantón se abrirá dentro de los diez días posteriores al Año Nuevo chino, y se llevará a cabo en Whampoa hasta que se puedan realizar arreglos adicionales en el nuevo asentamiento.

Otros términos que se acordaron fueron la restauración de las islas de Chuenpi y Taikoktow a los chinos, y la evacuación de Chusan (Zhoushan), que los británicos habían capturado y ocupado desde julio de 1840. Chusan fue devuelto a cambio de la liberación de los prisioneros británicos en Ningpo que naufragaron el 15 de septiembre de 1840 después de que el bergantín Kite golpeara las arenas movedizas en ruta a Chusan. La convención permitió que el gobierno de Qing continuara recaudando impuestos en Hong Kong, que fue el principal escollo que llevó al desacuerdo según Lord Palmerston.

## Consecuencias

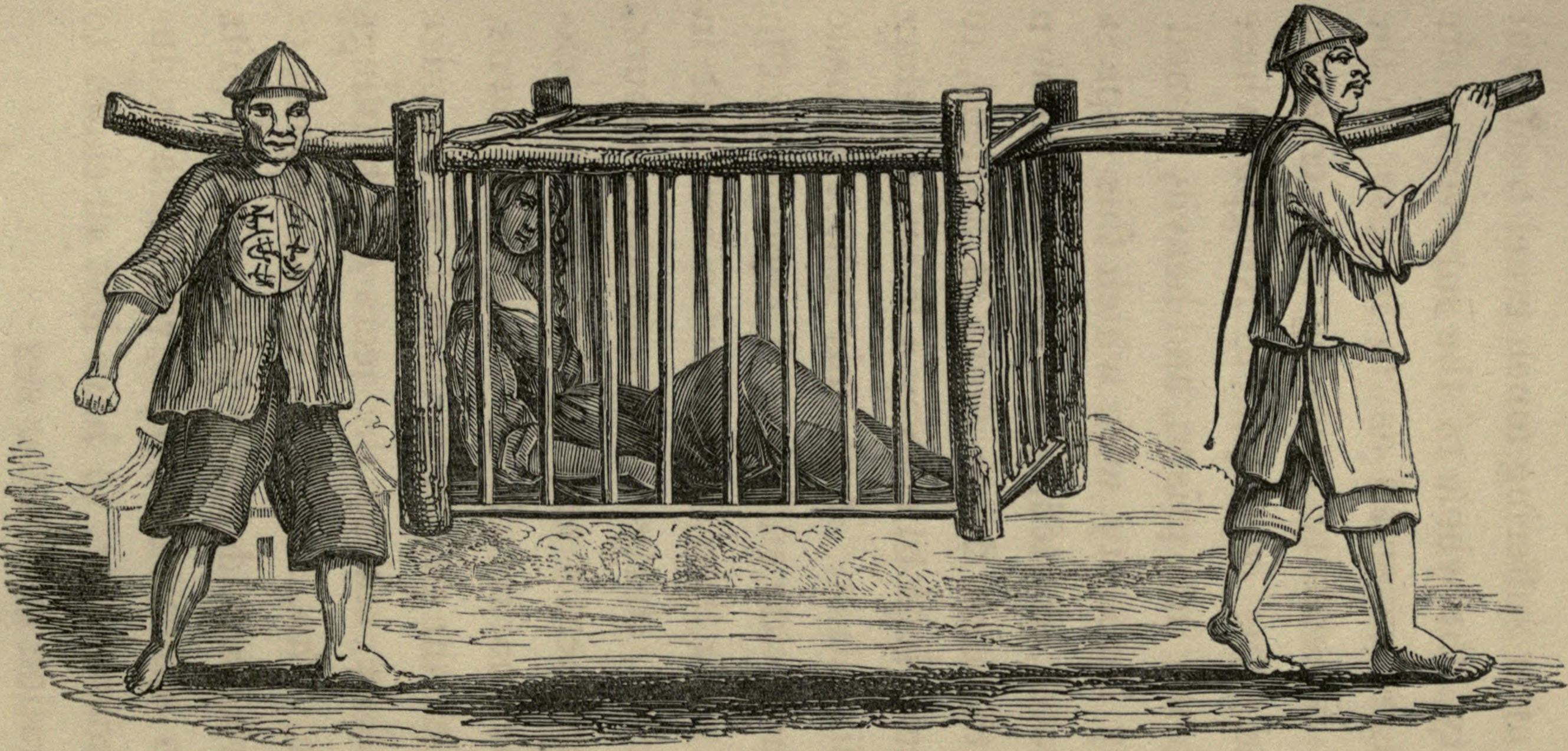
Jaula con Anne Noble. Su esposo, el Capitán John Noble, y su hijo pequeño murieron en el naufragio Kite en ruta a Chusan. Luego fue liberada con otros prisioneros a cambio de la evacuación de Chusan.

Los fuertes fueron restaurados a los chinos el 21 de enero en una ceremonia en Chuenpi, que había sido celebrada por el Capitán James Scott como gobernador pro tempore del fuerte. El comodoro Gordon Bremer, comandante en jefe de las fuerzas británicas en China, envió un oficial a Anunghoy (al norte de Chuenpi) con una carta para el almirante chino Guan Tianpei, informando él de su intención de devolver los fuertes. Aproximadamente una hora después, Guan envió un mandarín para recibirlos. Los colores británicos se bajaron y los colores chinos se izaron en su lugar, bajo un saludo disparado desde el HMS Wellesley, y devueltos por los chinos con un saludo disparado desde las baterías de Anunghoy. La ceremonia se repitió en Taikoktow. El secretario militar Keith Mackenzie observó: "Nunca vi a un hombre [chino] en tal éxtasis de 'chin chin' [un gesto de saludo o despedida], como lo estaba, cuando se bajaron nuestros colores, saltó absolutamente de alegría ."
Dos días después, Elliot envió el bergantín Columbine (HMS Columbine (1826)) a Chusan, con instrucciones de evacuarlo hacia Hong Kong. El expreso imperial también envió por tierra duplicados de estos despachos. Al mismo tiempo, Qishan ordenó a Yilibu, el virrey de Liangjiang, que liberara a los prisioneros británicos en Ningpo. La noticia de los términos fue enviada a Inglaterra a bordo del vapor Enterprise de la Compañía de las Indias Orientales, que salió de China el 23 January. El mismo día, Canton Free Press publicó la opinión de los residentes británicos en China sobre la cesión de Hong Kong:

Consideramos que, para un asentamiento británico independiente, ninguna situación puede elegirse más favorablemente que la de Hong-Kong. La isla en sí es de poca extensión... pero forma, con las tierras vecinas, uno de los mejores puertos que existen... Hong Kong, no dudamos, se convertiría en muy poco tiempo en un lugar de comercio muy considerable, si su posesión por parte de los británicos no estuviera obstruida con la condición de que se paguen allí los mismos derechos en Whampoa; lo cual, a nuestro juicio, destruye de golpe todos los beneficios que cabría esperar del comercio allí.

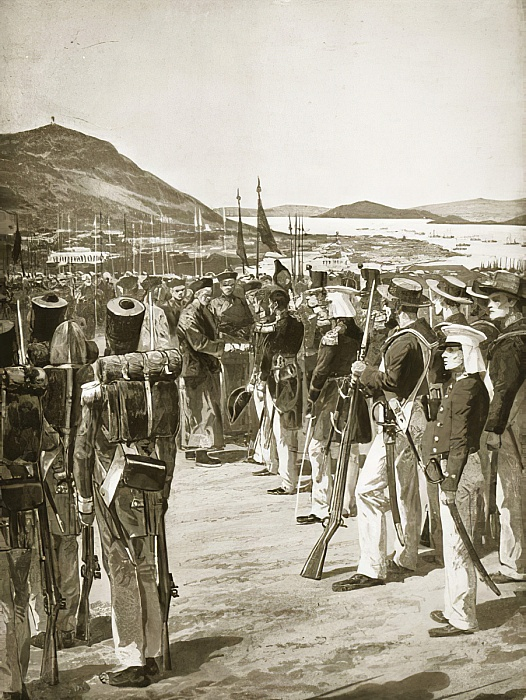
La ceremonia de posesión británica en Hong Kong

El 26 de enero de 1841, el comodoro Bremer tomó posesión formal de Hong Kong con los oficiales navales del escuadrón en Possession Point, donde se levantó la Union Jack, bajo una feu de joie  de los Royal Marines y un saludo real de los buques de guerra.

### Banquete

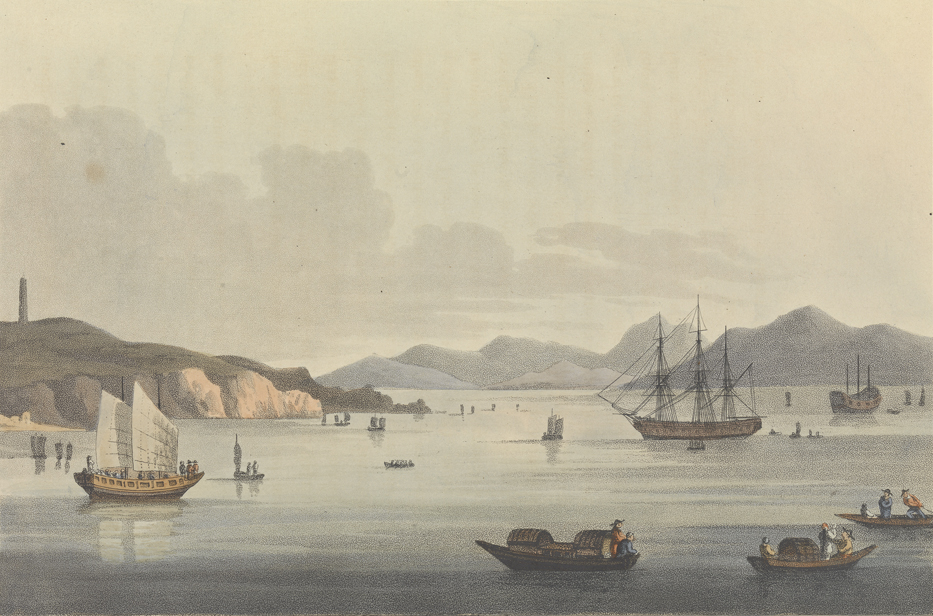
Vista desde la Bocca Tigris hasta la pagoda Second Bar, donde tuvo lugar el banquete

El mismo día de la ceremonia de Hong Kong, Elliot partió de Macao a bordo del vapor Nemesis para encontrarse con Qishan en Lotus Flower Hill cerca de la pagoda Second Bar para resolver la convención. 100 infantes de marina del Wellesley, Druid, y Calliope fueron embarcados a bordo del vapor  Madagascar para ser la guardia de honor de Elliot. Lo acompañaron varios oficiales, incluido el teniente Anthony Stransham, el capitán Thomas Herbert y el capitán Thomas Maitland, como así como la banda militar del Wellesley. Cuando los vapores atravesaron el Bogue, los fuertes de ambos lados los saludaron con tres cañonazos. El vapor devolvió el saludo mientras la banda tocaba "God Save the Queen". Los barcos llegaron demasiado tarde en la noche para aterrizar, pero Qishan envió algunos miembros del personal que dijeron que estarían listos para recibirlos por la mañana.
A las 9 am, después de abordar los barcos de vapor y los barcos chinos provistos por Qishan, navegaron hacia el lugar de desembarco aproximadamente 0,25 millas (402,3 m) up a creek. La guardia marina se preparó para Elliot, acompañada por el Capitán Herbert y el Capitán Richard Dundas, y precedida por la banda antes de que Qishan recibiera al grupo en su tienda principal. Esta fue la primera vez en las relaciones chino-británicas que un alto funcionario chino recibió a un representante británico, con una suite cuidadosamente seleccionada, no como un "vasallo bárbaro", sino como un plenipotenciario de prestigio. Una serie de platos se sirvieron en el almuerzo para más de 20 personas, incluyendo la sopa de aleta de tiburón y las sopas de nido de pájaro comestible. Elliot y el intérprete John Morrison luego tuvieron una reunión privada con Qishan, quien no firmó la convención pero acordó dejar los asuntos en suspenso hasta que Chusan fuera evacuado. Por la noche, el Nemesis lanzó una exhibición de cohetes y fuegos artificiales "para la diversión" de Qishan en la costa.
En febrero de 1841, Qishan envió un monumento al emperador que llegó a Pekín (Beijing) el 16 de febrero. Abarcó cuatro temas principales, resumidos de la siguiente manera:
- Los fuertes: ubicados en islas pequeñas y con canales en la parte trasera, los barcos extranjeros podrían bloquearlos fácilmente y matar de hambre a los defensores. También se puede llegar a Cantón desde otros canales, no solo por la misma ruta que se siguió durante el tiempo de paz.
- Las armas: insuficientes en número, muchas obsoletas y no en funcionamiento. Se colocan al frente de los fuertes, dejando los lados desprotegidos.
- Las tropas: los soldados que se utilizan como infantes de marina no están acostumbrados a los barcos y los que normalmente se emplean para patrullar a veces son de mala calidad.
- El pueblo cantonés - Incluso dejando de lado a los considerados "traidores", generalmente se han acostumbrado tanto a los extranjeros que ya no los consideran personas muy diferentes y, a menudo, se llevan bien con ellos. Un pequeño regalo, como un artilugio mecánico, es suficiente para ganarse a la mayoría de la gente.

### Hostilidades renovadas

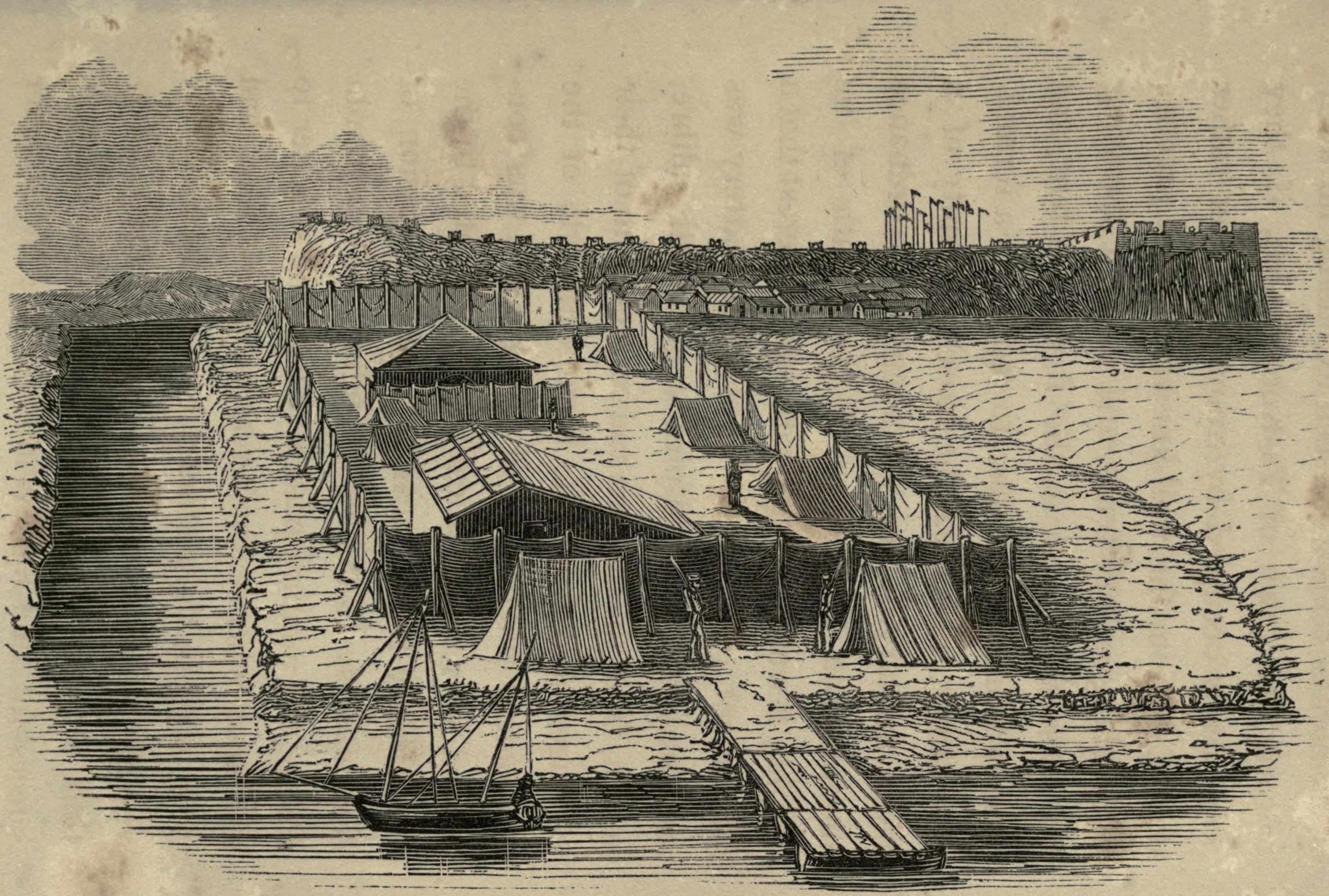
Encampment where Elliot met Qishan

Durante la reunión del 27 de enero, el Emperador Daoguang recibió un memorial enviado por Qishan el 8 de enero, informando sobre la captura británica de los fuertes de Bogue. Instruyó a Qishan a través del Gran Consejo:

A esta muestra de rebeldía, la única respuesta puede ser reprimirlos y aniquilarlos. Si no muestran sensatez, no tiene sentido tratar de darles órdenes. Debes liderar a los comandantes y oficiales y no escatimar esfuerzos para exterminarlos, para recuperar [el territorio perdido].

La orden llegó el 9 de febrero, pero Qishan no cambió de rumbo. En un memorial al emperador el 14 de febrero, dijo que recibió la orden "ayer" para encubrir sus continuas reuniones con Elliot. A favor de una solución pacífica, Qishan desafió las órdenes de atacar. Uno de los términos de la convención era que el puerto de Cantón se abriría al comercio dentro de los 10 días posteriores al Año Nuevo chino, pero el 2 de febrero no apareció ningún anuncio sobre la apertura. Elliot y Qishan se volvieron a encontrar los días 11 y 12 de febrero en Shetouwan, cerca de Bogue. Un relato británico describió el comportamiento de Qishan:

Había una apariencia de constricción en él, como si su mente estuviera abatida y su corazón agobiado y cargado. De hecho, ni por un momento perdió su dominio de sí mismo, o esa digna cortesía de modales que nadie puede asumir mejor que los chinos de rango; pero todavía había algo indefinible en su comportamiento, que impresionó a todos los presentes con la convicción de que algo malo había sucedido.

Después de negociar durante 12 horas, llegaron a un acuerdo preliminar, pero Qishan pidió 10 días antes de firmarlo, el Elliot aceptó. Bajo presión, Qishan había abandonado la resistencia abierta a favor de tácticas dilatorias.. El comodoro Bremer informó que en este momento, las tropas y los cañones chinos se estaban movilizando alrededor de Bogue. Cuando Qishan regresó a Cantón el 13 de febrero, había dos documentos esperándolo. El primero fue un edicto que el emperador envió el 30 de enero, que establecía que se enviaría un gran ejército a Cantón y designaba a Yang Fang como nuevo comisionado imperial,  Yishan como General en Jefe de Represión de la Rebelión, y Longwen como asistente del comandante regional. La segunda fue una carta de Elliot con un borrador de acuerdo, solicitando reunirse de inmediato para poder firmarlo juntos. Qishan se quedó sin opciones. Con su despido, no tuvo más remedio que cambiar de rumbo y prepararse para luchar. El 16 de febrero, Elliot informó que los británicos se retiraron de Chusan y exigieron que Qishan firmara el acuerdo; de lo contrario, se reanudarían los ataques. En un intento de retrasar a los británicos, Qishan afirmó estar enfermo y necesitaba tiempo para recuperarse.
El Nemesis fue enviado a Cantón para recibir la ratificación por escrito de la convención. El 19 de febrero, el barco regresó sin respuesta y fue atacado desde el norte de la isla de Wangtong en Bogue. Mientras tanto, Qishan envió a su intermediario Bao Peng a entregar una carta con una nueva concesión ese mismo día. En lugar de alojarse en "solo una esquina de Hong Kong", los británicos podrían "tener toda la isla". Instruyó a Bao: "Presta atención a la situación: dáselos si son respetuosos, si son caprichosos, no se los des". Bao llegó a Macao más tarde esa noche, anunció la negativa de Qishan a firmar el tratado y exigió más tiempo. Sin embargo, Elliot respondió que se habían agotado los medios justos. Al día siguiente, Bao volvió con la carta. Los británicos capturaron el resto de los fuertes de Bogue del 23 al 26 de febrero, lo que les permitió avanzar hacia Cantón para forzar la apertura del comercio. A medida que la flota avanzaba por el Río Pearl hacia la ciudad, capturaron más fuertes en la batalla de First Bar (27 de febrero) y la batalla de Whampoa (2 de marzo). Después de la captura de Cantón (Batalla de Cantón (marzo de 1841)) el 18 de marzo, se anunció la reanudación del comercio.

### Destituciones
Tras dejar Cantón el día 12 de marzo, Qishan fue juzgado en la Junta de Castigos en Pekín. Se enfrentó a varios cargos, incluido el de dar "Hongkong a los bárbaros como lugar de residencia", a lo que afirmó: "Fingí hacerlo por la mera fuerza de las circunstancias y posponerlos por un tiempo, pero no tenía una intención tan seria." El tribunal lo denunció como traidor y lo condenó a muerte. Pero después de estar encarcelado durante varios meses, se le permitió, sin rango oficial, tratar con los británicos. El 21 de abril, Lord Palmerston despidió a Elliot por considerar que las concesiones eran inadecuadas. Sintió que Elliot trató sus instrucciones como "papel usado" y descartó a Hong Kong como "una isla estéril sin apenas una casa". En mayo de 1841, el mayor general Henry Pottinger del Ejército de Bombay fue designado para reemplazar a Elliot. Pottinger recibió refuerzos que ampliaron la expedición a 25 buques de guerra y 12.000 hombres. Muchos de los términos de la convención se agregaron más tarde en el Tratado de Nanking en 1842: la cesión de Hong Kong (artículo 3), una indemnización de seis millones de dólares (artículo 4), y ambos países en pie de igualdad (artículo 11).

## Galería

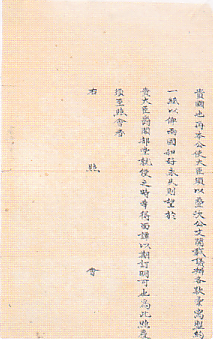
Page two of the convention
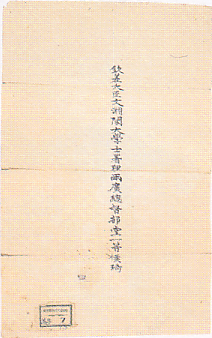
Page three
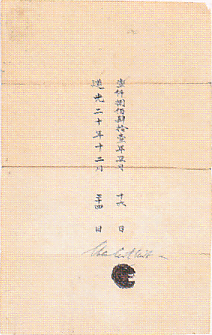
Page four, signed by Charles Elliot